# Lista comunelor din Tizi Ouzou

Harta Algeriei cu provincia Tizi Ouzou evidențiată

Din provincia Tizi Ouzou fac parte următoarele comune:

## A
- Abi Youcef, At Bu Yusef
- Agouni Gueghrane
- Aghrib, aghribs
- Aïn El Hammam, Tala L'Hemmam
- Aïn Zaouia
- Aït Aggouacha
- Aït Bouada
- Aït Bouaddou
- Aït Boumehdi
- Aït Chaffaa
- Aït Khelil
- Aït Mahmoud
- Aït Oumalou
- Aït Toudert
- Aït Yahia
- Aït Yahia Moussa (oued ksari)
- Akbil
- Assi Youcef
- Azazga, Iâazzugen
- Azzefoun
- Ait Youcef

## B
- Beni Aissi, Ath Aïssi
- Beni Douala, Ath Dwala
- Beni Yenni, Ath Yenni
- Beni Ziki, Ath Ziki
- Beni Z'menzer, Ath Zmenzer
- Boghni
- Boudjima
- Bounouh
- Bouzeguène

## D
- Djebel Aissa Mimoun
- Draa Ben Khedda
- Draa El Mizan

## F
- Freha
- Frikat
- Ichokren

## I
- Iboudraden
- Idjeur, At Yejjar
- Iferhounene, Ifferhunen
- Ifigha
- Iflissen
- Illilten, Ath Yellilten
- Illoula Oumalou
- Imsouhal, Imsuhal
- Irdjen

## L
- Larbaa Nath Irathen

## M
- Maatka
- MOKNEA
- Makouda
- Mechtrass
- Mekla
- Mizrana
- M'Kira

## O
- Ouacif
- Ouadhia / Iwadiyen
- Ouaguenoun

## S
- Sidi Naamane
- Souk El Thenine
- Souamaa

## T
- Tadmai
- Tassaft Ouguemoun
- Tigzirt
- Timizart
- Tirmitine
- Tizi Ghenif
- Tizi N'Thlata
- Tizi Ouzou, Algeria
- Tizi Rached

## Y
- Yakouren
- Yattafène

## Z
- Zekri